# Gare de Gojō
Ne doit pas être confondu avec Gojō (métro de Kyoto).
La gare de Gojō (五条駅, Gojō-eki) est une gare ferroviaire située à Gojō, dans la préfecture de Nara au Japon. Elle est exploitée par la compagnie JR West.

## Situation ferroviaire
La gare est située au point kilométrique (PK) 35,4 de la ligne Wakayama.

## Histoire
La gare a été inaugurée le 25 octobre 1896.

## Service des voyageurs

### Accueil
La gare dispose d'un bâtiment voyageurs ouvert tous les jours, avec des guichets et des automates pour l'achat de titres de transport.

### Dispositions des quais
- Ligne Wakayama :
  - voies 1 à 3 : direction Hashimoto et Wakayama ou direction Takada et Ōji